# D65
Pour les articles homonymes, voir D65 (homonymie).

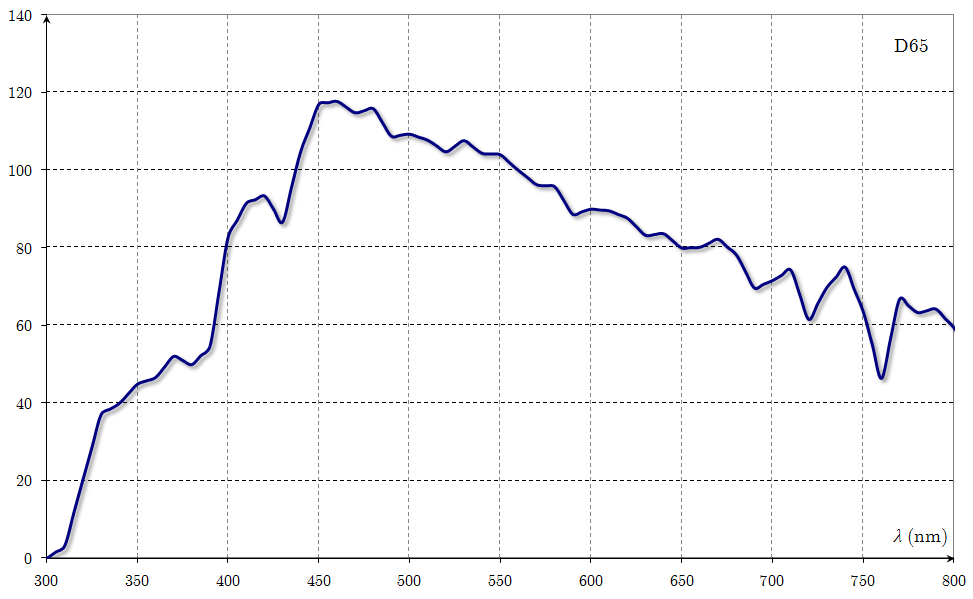
Représentation spectrale d'un blanc D65.

Le D65 est un étalon colorimétrique correspondant à une lumière naturelle en plein jour en zone tempérée. Il s'agit d'un blanc froid qui correspond à une température de couleur proximale de 6 500 K. C’est un réglage standard dans l’industrie des ordinateurs, du cinéma et de la production audiovisuelle numériques.